# لي تشيونغ
لي تشي تشيونغ (بالصينية: 雷洁琼) (12 أيلول، 1905- 9 كانون الثاني، 2011). عالمة اجتماع وناشطة وسياسية صينية. درست في الولايات المتحدة الأمريكية؛ درّست في جامعة ينتشينغ وجامعة الصين للعلوم السياسية والقانون وجامعة بكين وجامعة سوتشو وجامعة ساينت جون وجامعة شنغهاي وجامعة أورورا في شنغهاي. كانت أحد المؤسسين المشاركين لجامعة تشونغ تشنغ (Zhongzheng) في جيانغشي خلال الحرب الصينية اليابانية الثانية.
شاركت تشيونغ في تأسيس الرابطة الصينية لتعزيز الديمقراطية، وهو أحد الأحزاب الثمانية غير الشيوعية المعترف بها قانونياً في الصين. بعد القيام بالنشاط اليدوي خلال الثورة الثقافية، عملت تشيونغ كنائبة لعمدة بكين (1977-1983) ونائبة في الاتحاد النسائي في كل الصين ونائبة رئيس المؤتمر الاستشاري السياسي للشعب الصيني (1986- 1988) ونائبة رئيس المجلس الوطني لمجلس نواب الشعب (1988-1998) ورئيسة مجلس الشعب والتنمية (1987- 1997).

## النشأة والتعليم
ولدت لي تشي تشيونغ في 12 أيلول، 1905 في غوانزو  مع اعتبار تايشان موطناً لأسلافها. ذهب جدها إلى الولايات المتحدة الأمريكية أثناء انتشار حمى ذهب كاليفورنيا، وأصبح رجل أعمال شديد الازدهار، ولكنه ترك ابنه الثالث لي تسيتشانغ (1875- 1926) في غوانزو للحصول على التعليم الصيني التقليدي. حصل لي تسيتشانغ على درجة دجورين في تعليمه -التي يحصل عليها الطلاب بعد اجتيازهم للامتحانات التقليدية في ظل النظام الإمبراطوري الصيني وتعرف باللغة الإنجليزية بالامتحانات الإقليمية- قبل أن تطيح ثورة شينهاي بسلالة تشنغ في عام 1911. ثم درس القانون في بكين وأصبح محامياً ورئيس تحرير إحدى المجلات في غوانزو. ولدت لي تشيونغ لوالدها لي تسيتشانغ ووالدتها لي بيجي.
ساعدها والدها في الحصول على التعليم بشكل تدريجي وأرسلها للدراسة في كاليفورنيا عندما كان عمرها 19 عاماً. بعد تعلمها للغة الإنجليزية، درست الهندسة الكيميائية في جامعة كاليفورنيا ودراسات الشرق الأقصى في جامعة ستانفورد، قبل تخرجها من جامعة جنوب كاليفورنيا في عام 1931 بدرجة الماجستير في علم الاجتماع. عملت أثناء دراستها في تعليم الأطفال الصينيين- الأمريكيين اللغة الصينية مقابل أجر مادي لإعانة نفسها.

## مسيرتها المهنية أثناء فترة الحرب
في عام 1931 عادت لي إلى الصين وأصبحت محاضرة في قسم علم الاجتماع في جامعة ينتشينغ التي اندمجت لاحقاً مع جامعة بكين. عندما غزت اليابان منشوريا وتوغلت في شمال الصين، انضمت لي وطلابها إلى حركة 9 كانون الأول لمطالبة الحكومة القومية بمقاومة العدوان الياباني.
بعد حادثة جسر ماركو بولو في عام 1937، احتل اليابانيون بكين وشنوا حرباً واسعة النطاق لغزو الصين. ذهبت عندها لي إلى نانتشانغ في مقاطعة جيانغشي للانضمام إلى حركة الخلاص الوطني. عملت في مجموعة النهوض بالمرأة التي تهتم بالجنود الجرحى وحصلت على رتبة عقيد؛ كما درّست في فصل تدريب نسائي في معهد جيانغشي للحركة السياسية، والذي أصبح أحد عميديه السابقين تشيانغ تشي كو رئيس جمهورية الصين لاحقاً. عندما سقطت نانتشانغ على يد اليابانيين في عام 1939 انتقلت لي إلى جنوب جيانغشي، حيث أصبحت صديقة للزعيم الشيوعي تشوان لاي.
في عام 1933، نشرت لي مقالاً يؤيد تنظيم الأسرة؛ وخلال الحرب العالمية الصينية اليابانية، كتبت العديد من المقالات بناءً على دراساتها عن حياة النساء والمهن والصراعات في زمن الحرب. تم نشرها جميعاً في وقت لاحق ضمن مجلدين من مؤلفات لي تشيونغ المختارة.
في عام 1940، ساعدت لي في تأسيس جامعة تشونغ تشنغ (جامعة نانتشانغ اليوم). وبعد سنة، سافرت إلى شنغهاي، حيث أصبحت أستاذة في جامعة سوتشو، كما درّست في جامعة ساينت جون وجامعة شنغهاي وجامعة أورورا. في عام 1945، قامت بتأسيس الحزب السياسي «الرابطة الصينية لتعزيز الديمقراطية»، وأصبحت رئيسةً له بعد عقود.
بعد نهاية الحرب العالمية الثانية وتحديداً في حزيران من عام 1946، أرسل اتحاد شنغهاي لرابطات الشعب 11 ممثلاً –من بينهم لي- إلى العاصمة نانجينغ لتقديم التماس إلى حكومة الكومينتانغ بعدم استئناف الحرب الأهلية ضد الشيوعيين. وعندما وصلوا إلى محطة قطار تشاغوان في نانجينغ تعرضوا للاعتداء من قبل بعض البلطجية. أثارت حادثة تشاغوان غضباً شديداً في وسائل الإعلام الصينية، التي ألقت باللوم على حكومة الكومينتانغ. زار تشوان لاي المصابين بالمستشفى، وفي نهاية العام عادت لي إلى جامعة ينتشنغ وأصبحت أستاذة لعلم الاجتماع فيها.

## جمهورية الصين الشعبية

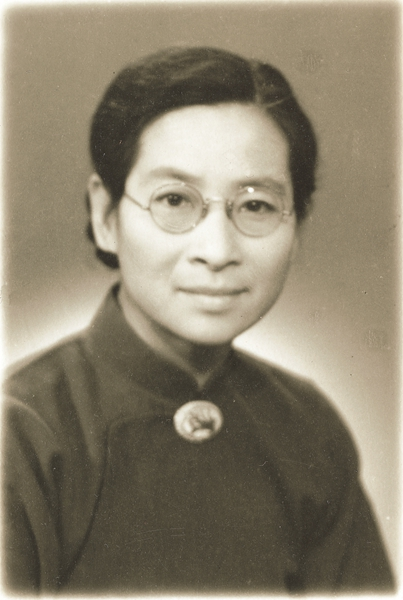
لي جيتشونغ في المؤتمر الأول للمؤتمر الاستشاري السياسي للشعب الصيني (سبتمبر 1949)

بعد تأسيس جمهورية الصين الشعبية في عام 1949، شغلت لي مناصب رفيعة المستوى في المؤتمر الاستشاري السياسي للشعب الصيني والمؤتمر الوطني لمجلس نواب الشعب الصيني أكثر من 40 عاماً. كما شغلت منصب نائب العميد في كلية بكين للعلوم السياسية والقانون (الآن جامعة الصين للعلوم السياسية والقانون).
خلال الثورة الثقافية، تم إرسال لي وزوجها للقيام بالنشاط اليدوي في مقاطعة آنهوي الريفية، لكن تشوان لاي تمكن من إعفائهما من «الإصلاح من خلال العمل».
بعد الثورة الثقافية، عملت لي كأستاذة للقانون في جامعة بكين وعينت نائباً لرئيس بلدية بكين (1977-1983). كما شغلت منصب نائبة رئيسة الاتحاد النسائي لعموم الصين ونائبة رئيس المؤتمر الاستشاري السياسي للشعب الصيني (1986-1988) ونائبة رئيس المجلس الوطني لنواب الشعب الصيني (1988-1998) ورئيسة مجلس الشعب والتنمية (1987-1997).
درّست لي في جامعة بكين حتى بلغت من العمر 100 عام. توفيت في 9 كانون الثاني، 2011 عن عمر يناهز 105 عاماً.

## الحياة الشخصية
في عام 1941، تزوجت لي تشيونغ من يان جينغيا، وهو أيضاً عالم اجتماع أمريكي ومؤسس مشارك للرابطة الصينية لتعزيز الديمقراطية؛ ولم ينجبا أي أطفال. توفي يان في عام 1976.